# François-Jean Moulinié
François-Jean Moulinié (* 6. November 1796 in Genf; † 29. September 1857 in Petit-Lancy, heimatberechtigt in Genf) war ein Schweizer Politiker.

## Biografie
Moulinié besuchte von 1811 bis 1813 das Collège von Genf und war dann als Uhrenhändler tätig.
Von 1838 bis 1841 war er Mitglied des Repräsentierenden Rats und war 1841 Mitglied des Verfassungsrats. Er vertrat liberale Grundsätze. Ab 1842 hatte er als Radikaler Einsitz im Grossen Rat des Kantons Genf und war von 1843 bis 1847 im Stadtrat. Im Jahre 1846 war er in der provisorischen Regierung, ehe er von 1847 bis 1851 Staatsrat war und dem Departement Finanzen und Handel vorstand.
Er war 1849 Mitbegründer der Caisse d'escompte, hatte Verwaltungsratsmandate bei der Banque de Genève und der Banque générale suisse de crédit international mobilier et foncier. Ebenfalls war er im Jahre 1853 Mitbegründer des Institut national genevois und gehörte dort bis zu seinem Tod der Fachgruppe Industrie und Agrikultur an.